# Сен-Мало, Исабель
Исабе́ль Сен-Мало́  Гарси́а де Альвара́до (исп. Isabel Saint Malo García de Alvarado; род. 27 июня 1968, Панама, Панама) — панамский политический и государственный деятель, вице-президент и министр иностранных дел Панамы с 1 июля 2014 по 1 июля 2019 года. Первая женщина в истории Панамы, занявшая эти посты.

## Биография

### Молодые годы
Исабель Сен-Мало родилась 27 июня 1968 года в столице Панамы — городе Панаме. Посещала курсы истории Франции и европейской политической экономии в Страсбургском университете.
В 1989 году окончила Университет Святого Иосифа (Филадельфия) со степенью бакалавра в области международных отношений, и в 1995 году — Университет Нова Саутистерн со степенью магистра в области делового администрирования.

### Карьера
В 1988 году, при режиме Мануэля Норьеги, Сен-Мало была стажёром в посольстве Панамы в Вашингтоне, а в 1989 году там же работала в Центре демократии, в то время порочащего первое правительство сандинистов и называвшего контрас демократической силой. С 1990 по 1992 год работала в Постоянном представительстве Панамы при Организации Объединённых Наций.
В течение почти 15 лет, с 1994 по 2008 год, она работала в Программе развития ООН в Панаме, закончив свою карьеру в организации в качестве менеджера Программы по странам и помощника Постоянного Представителя. В ПРООН ей удалось провести обширный портфель проектов и инициатив, связанных с сокращением масштабов нищеты, охраны окружающей среды, модернизации государства и демократического управления. 
После американского вторжения в Панаму, с 1992 по 1994 год, при президенте Гильермо Эндаре, Сен-Мало была помощником заместителя министра иностранных дел Панамы, а потом помощником министра.
В последние годы Сен-Мало работала независимым консультантом в международных организациях, а также в государственных и частных секторах. В 2010 году по просьбе правительства Панамы она выступала в качестве независимого посредника в Национальной коалиции по развитию для принятия нового плана по развитию Панамы.
Сен-Мало была заместителем посла Панамы при ООН в Нью-Йорке, а с 2008 года также членом Совета директоров нескольких частных и неправительственных некоммерческих учреждений. В 2011 году по просьбе президента Панамы Рикардо Мартинелли участвовала в разработке реформы конституции. В 2012 году она была награждена премией «The Women of the Year Award» Панамской ассоциации руководителей бизнеса (Asociación Panameña de Ejecutivos de Empresa, APEDE).

### Государственные посты
В январе 2014 года кандидат в президенты на всеобщих выборах Хуан Карлос Варела назначил Сен-Мало в качестве своего напарника на пост вице-президента, хотя она считалась независимой и у неё не было политического опыта.
1 июля 2014 года, избранный президент Панамы Хуан Карлос Варела назначил Сен-Мало на пост вице-президента и министра иностранных дел.

## Личная жизнь
Состоит в браке с Омаром Альварадо, имеет троих детей: Альберто, Каролина Исабель и Хулио Рауль.